# Jinghong-Talsperre
Die Jinghong-Talsperre ist eine Gewichtsstaumauer aus Walzbeton (RCC) am Oberlauf des Mekong, der in China Lancang heißt, bei Jinghong in der chinesischen Provinz Yunnan. Der Hauptzweck der Talsperre ist Wasserkraftgewinnung; dazu dient ein Kraftwerk mit einer Leistung von 1750 Megawatt. Ein Teil der erzeugten elektrischen Energie wird nach Thailand verkauft. An der Staumauer befindet sich auch ein Schiffshebewerk, für kleinere Schiffe. Talseitig ist ein kleiner Schiffskanal dazu angelegt.
Die Baukosten betrugen 2,3 Milliarden Yuan (aktuell umgerechnet etwa 350 Millionen US-Dollar). Das Wasserkraftwerk wurde zwischen 2008 und 2010 in Betrieb genommen.